# Glen St. Mary
Glen St. Mary ist eine Stadt im Baker County im US-Bundesstaat Florida. Das U.S. Census Bureau hat bei der Volkszählung 2020 eine Einwohnerzahl von 463 ermittelt.

## Geographie
Glen St. Mary liegt rund 40 Kilometer westlich von Jacksonville.

## Demographische Daten
Laut der Volkszählung 2010 verteilten sich die damaligen 437 Einwohner auf 188 Haushalte. Die Bevölkerungsdichte lag bei 397,3 Einw./km². 94,5 % der Bevölkerung bezeichneten sich als Weiße, 2,5 % als Afroamerikaner, 0,5 % als Indianer und 0,7 % als Asian Americans. 0,2 % gaben die Angehörigkeit zu einer anderen Ethnie und 1,6 % zu mehreren Ethnien an. 1,8 % der Bevölkerung bestand aus Hispanics oder Latinos.
Im Jahr 2010 lebten in 39,3 % aller Haushalte Kinder unter 18 Jahren sowie 21,9 % aller Haushalte Personen mit mindestens 65 Jahren. 69,1 % der Haushalte waren Familienhaushalte (bestehend aus verheirateten Paaren mit oder ohne Nachkommen bzw. einem Elternteil mit Nachkomme). Die durchschnittliche Größe eines Haushalts lag bei 2,46 Personen und die durchschnittliche Familiengröße bei 2,88 Personen.
28,3 % der Bevölkerung waren jünger als 20 Jahre, 28,0 % waren 20 bis 39 Jahre alt, 26,3 % waren 40 bis 59 Jahre alt und 17,4 % waren mindestens 60 Jahre alt. Das mittlere Alter betrug 37 Jahre. 47,1 % der Bevölkerung waren männlich und 52,9 % weiblich.
Das durchschnittliche Jahreseinkommen lag bei 35.745 $, dabei lebten 22,5 % der Bevölkerung unter der Armutsgrenze.
Im Jahr 2000 war Englisch die Muttersprache von 100 % der Bevölkerung.

## Sehenswürdigkeiten
Am 7. November 2003 wurde die Glen Saint Mary Nurseries Company in das National Register of Historic Places eingetragen.

## Verkehr
Durch Glen St. Mary führt der U.S. Highway 90 (SR 10), zudem führt die Interstate 10 südlich an der Stadt vorbei. Der nächste Flughafen ist der Jacksonville International Airport (60 km nordöstlich).